# ダニエル・ジョンストン
ダニエル・ジョンストン (Daniel Johnston、1961年1月22日 - 2019年9月10日)は、アメリカのシンガーソングライター、アウトサイダー・アーティスト、イラストレーター。カリフォルニア州サクラメント生まれ。

## 経歴

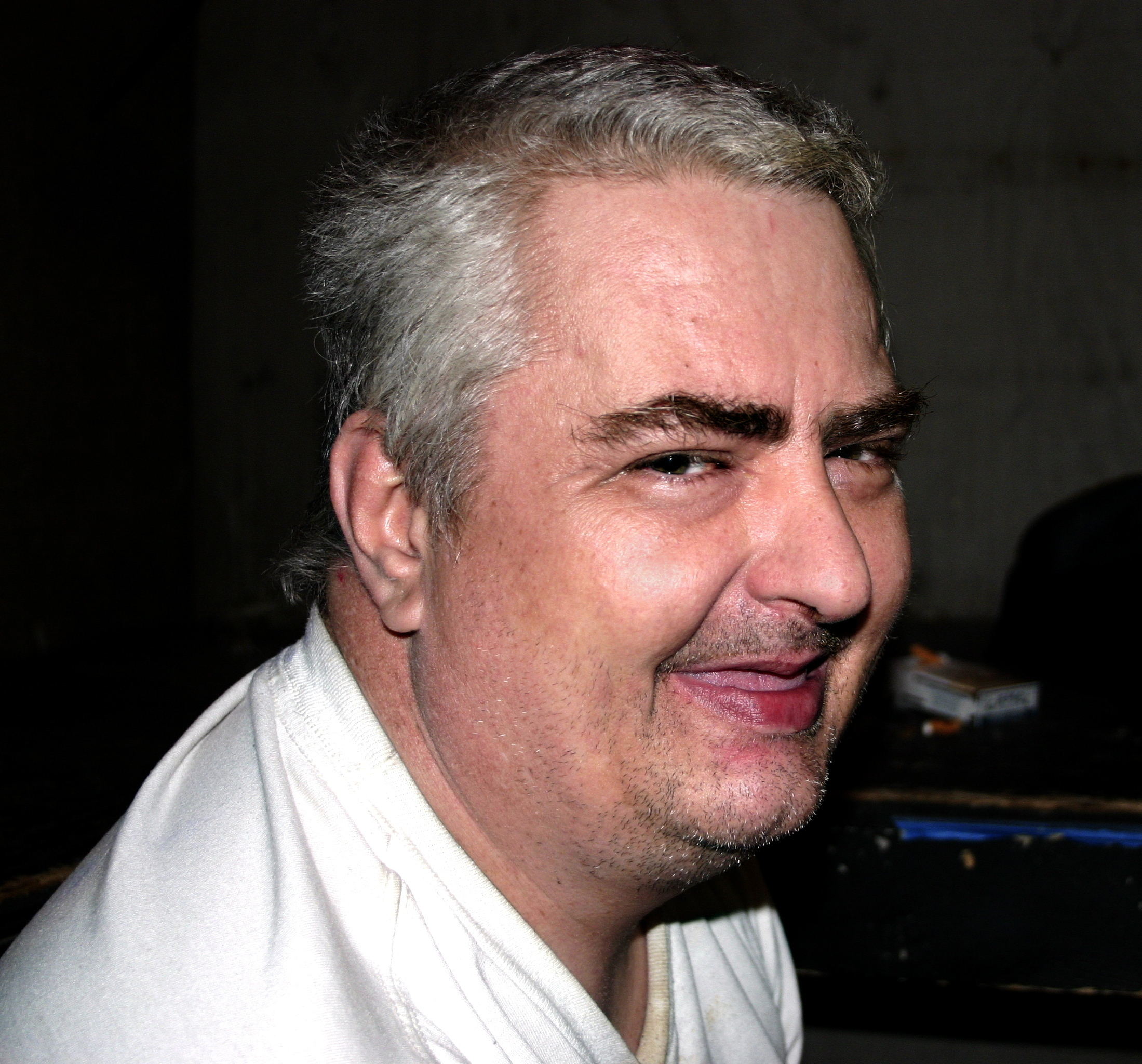
ダニエル・ジョンストン（2006年）

1970年代後半から音楽活動を開始。キャリアの初期において自宅で録音したカセットテープを配布するという形で作品を発表していたが、そのカセットのひとつが地方紙オースティン・クロニクルの音楽評担当者から絶賛された。1985年にテキサス州オースティンで行われた「Woodshock music festival in Austin」に出演したことを契機にMTVから注目され、のちにニルヴァーナのカート・コバーンをはじめとする多くのミュージシャンに影響を与えた。2005年にはその半生がドキュメンタリー映画化されている。
2017年7月にライブ活動を休止、その2年後の2019年9月10日、夜に心臓発作を起こし死去。

ダニエル・ジョンストンのシグネチャーであるカエルのグラフィティ

## ディスコグラフィ

### スタジオ・アルバム
- Songs of Pain (1981年)
- Don't Be Scared (1982年)
- The What of Whom (1982年)
- More Songs of Pain (1983年)
- 『イェップ/ジャンプ・ミュージック』 - Yip/Jump Music (1983年)
- 『ハイ、ハウ・アー・ユー』 - Hi, How Are You (1983年)
- Retired Boxer (1984年)
- Respect (1985年)
- 『コンティニュード・ストーリー』 - Continued Story (1985年) ※with Texas Instruments
- Merry Christmas (1988年)
- It's Spooky (1989年) ※with ジャド・フェア
- 『1990』 - 1990 (1990年)
- 『アーティスティック・バイス』 - Artistic Vice (1991年)
- 『ファン』 - Fun (1994年)
- 『リジェクティッド・アンノウン』 - Rejected Unknown (2001年)
- The Lucky Sperms: Somewhat Humorous (2001年) ※with Jad Fair and Chris Bultman
- 『フィア・ユアセルフ』 - Fear Yourself (2003年) ※with Mark Linkous
- 『ロスト・アンド・ファウンド』 - Lost and Found (2006年)
- 『イズ・アンド・オールウェイズ・ワズ』 - Is and Always Was (2009年)
- Beam Me Up! (2010年) ※with Beam
- Space Ducks (2012年)